# Andy McDonald (polityk)
Andrew Joseph McDonald (ur. 1958 w Middlesbrough) – brytyjski prawnik (solicitor) i polityk, członek Partii Pracy. Od 2012 roku poseł do Izby Gmin.

## Życiorys
Urodził się w 1958 roku w Acklam (obecnie przemieście Middlesbrough). Studiował prawo na Leeds Beckett University.
Był radnym Middlesbrough wybranym z dzielnicy Westbourne w latach 1995-1999.
W 2012 roku został wybrany posłem do Izby Gmin w wyborach uzupełniających, ogłoszonych po śmierci posła Partii Pracy z okręgu Middlesbrough, Stuarta Bella. Uzyskał reelekcję w 2015, 2017 i 2019 roku. W 2024, po likwidacji swojego dotychczasowego okręgu, z powodzeniem kandydował z nowo utworzonego okręgu wyborczego Middlesbrough and Thornaby East